# Ptochophyle notata
Ptochophyle notata är en fjärilsart som beskrevs av W. Warren 1896. Ptochophyle notata ingår i släktet Ptochophyle och familjen mätare. Inga underarter finns listade.